# Associação Portuguesa Londrinense
Associação Portuguesa Londrinense, of simpelweg Portuguesa of zelfs APL, is een Braziliaanse voetbalclub uit de stad Londrina in Paraná. 

## Geschiedenis
De club werd op 14 mei 1950 opgericht als Associação Atlética Portuguesa de Desportos. De club speelde van 1959 tot 1961 in de hoogste klasse van het Campeonato Paranaense. Na jaren amateurvoetbal wijzigde de club in 1997 de naam naar de huidige naam en keerde terug in de profcompetities. In 1999 verloor de club de finale in de tweede klasse, uitgerekend tegen stadsrivaal Londrina, maar kon wel de promotie afdwingen. Na één seizoen degradeerde de club en werd in 2001 opnieuw vicekampioen na Grêmio Maringá. Na een voorlaatste plaats in 2002 volgde in 2003 opnieuw een degradatie. In 2006 werd de club kampioen en promoveerde opnieuw. Ook nu moest de club na twee seizoenen een stapje terug zetten. In 2011 trok de club zich terug uit de competitie. Een jaar later nam de club terug deel aan de derde klasse en na drie seizoenen terug aan de tweede klasse. In 2016 bereikte de club de halve finale om de titel en verloor daar van Cianorte. In 2017 kon de club maar net de degradatie vermijden. In 2018 degradeerde de club wel. 